# رومانا
رومانا (به ایتالیایی: Romana) یک کومونه در ایتالیا است که در استان ساساری واقع شده‌است.

## خصوصیات
رومانا ۲۱٫۶ کیلومترمربع مساحت و ۶۰۸ نفر جمعیت دارد.